# Funcionalismo (filosofia da mente)
Em filosofia da mente, o funcionalismo é um conjunto de teses que defende a análise do comportamento e fenômenos mentais segundo as funções que desempenham. De bases behavioristas, a teoria pretende eliminar deficiências e tendências eliminativistas, considerando a complexidade de fatores por dentro de uma atitude. Também critica a complexidade do reducionismo no ato de estudar a mente por base nos estados físico-químicos do cérebro.
Por exemplo, o ato de ingerir alimentos não seria avaliado pelo estado cerebral ou na temática behaviorista de evento-comportamento (o fato de sentir fome faz com que a pessoa vá buscar comida), e sim na utilidade da ação, ou seja, a intenção do sujeito de saciar sua fome. Uma das vantagem do utilitarismo é a observação também da disposição do ser em realizar uma ação (exemplo: se uma criança estiver distraída com uma atividade, ela pode não sentir vontade de alimentar-se, mesmo com fome).
O foco dos funcionalistas está na importância dos processos funcionais na adaptação do indivíduo e seu organismo no ambiente, como também as suas consequências práticas no mundo real. Muitas vezes se interessam mais pelos problemas em si do que pela funcionalidade dos eventos mentais para a sobrevivência.